# Discografia di Shania Twain
La discografia di Shania Twain, cantautrice canadese, comprende cinque album in studio, due raccolte, un album dal vivo e 43 singoli, di cui uno in collaborazione con altri artisti.

## Album

### Album in studio
| Anno | Titolo | Posizione massima | Posizione massima | Posizione massima | Posizione massima | Posizione massima | Posizione massima | Posizione massima | Posizione massima | Posizione massima | Posizione massima | Certificazioni                                                                 |
| Anno | Titolo | CAN               | AUS               | FRA               | GER               | IRE               | NLD               | NZ                | SWI               | UK                | US                | Certificazioni                                                                 |
| ---- | --- | ----------------- | ----------------- | ----------------- | ----------------- | ----------------- | ----------------- | ----------------- | ----------------- | ----------------- | ----------------- | ------------------------------------------------------------------------------ |
| 1993 | Shania Twain - Pubblicato: 20 aprile 1993 - Etichetta: Mercury Nashville - Formati: CD, LP, musicassetta, download digitale     | —                 | —                 | —                 | —                 | —                 | —                 | —                 | —                 | 113               | —                 | - CAN: Platino (2) - UK: Argento - USA: Platino                                |
| 1995 | The Woman in Me - Pubblicato: 7 febbraio 1995 - Etichetta: Mercury Nashville - Formati: CD, LP, musicasetta, download digitale  | 6                 | 17                | —                 | 72                | 60                | 46                | 38                | —                 | 7                 | 5                 | - AUS: Platino (3) - CAN: Diamante (2) - UK: Platino - USA: Platino (12)       |
| 1997 | Come on Over - Pubblicato: 4 novembre 1997 - Etichetta: Mercury Nashville - Formati: CD, LP, musicasetta, download digitale     | 1                 | 1                 | 4                 | 8                 | 1                 | 1                 | 1                 | 4                 | 1                 | 2                 | - AUS: Platino (18) - CAN: Diamante (2) - UK: Platino (11) - USA: Diamante (2) |
| 2002 | Up! - Pubblicato: 19 novembre 2002 - Etichetta: Mercury Nashville - Formati: CD, LP, musicasetta, download digitale             | 1                 | 1                 | 5                 | 1                 | 3                 | 8                 | 1                 | 2                 | 4                 | 1                 | - AUS: Platino (2) - CAN: Diamante (2) - UK: Platino (2) - USA: Platino (11)   |
| 2017 | Now - Pubblicato: 29 settembre 2017 - Etichetta: Mercury Nashville - Formati: CD, LP, musicasetta, download digitale, streaming | 1                 | 1                 | 56                | 12                | 4                 | 22                | 3                 | 10                | 1                 | 1                 | - CAN: Platino - USA: Platino                                                  |
| 2023 | Queen of Me - Pubblicato: 3 febbraio 2023 - Etichetta: Republic - Formati: CD, download digitale, streaming                     | 2                 | 5                 | 96                | 13                | 15                | 53                | —                 | 2                 | 1                 | 10                |                                                                                |

### Raccolte
| Anno | Titolo | Posizione massima | Posizione massima | Posizione massima | Posizione massima | Posizione massima | Posizione massima | Posizione massima | Posizione massima | Posizione massima | Certificazioni                                                             |
| Anno | Titolo | CAN               | AUS               | GER               | IRE               | NLD               | NZ                | SWI               | UK                | US                | Certificazioni                                                             |
| ---- | --- | ----------------- | ----------------- | ----------------- | ----------------- | ----------------- | ----------------- | ----------------- | ----------------- | ----------------- | -------------------------------------------------------------------------- |
| 2001 | The Complete Limelight Sessions - Pubblicato: 23 ottobre 2001 - Etichetta: Limelight Records - Formati: CD | 93                | —                 | —                 | —                 | 65                | —                 | —                 | 62                | —                 | - UK: Oro                                                                  |
| 2004 | Greatest Hits - Pubblicato: 8 novembre 2004 - Etichetta: Mercury Nashville - Formati: CD                   | 1                 | 10                | 3                 | 6                 | 14                | 10                | 4                 | 6                 | 2                 | - AUS: Platino (3) - CAN: Platino (6) - UK: Platino (3) - USA: Platino (4) |

### Album dal vivo
| Anno | Titolo | Posizione massima | Posizione massima | Posizione massima | Posizione massima |
| Anno | Titolo | CAN               | AUS               | GER               | USA               |
| ---- | --- | ----------------- | ----------------- | ----------------- | ----------------- |
| 2015 | Still the One: Live from Vegas - Pubblicato: 3 marzo 2015 - Etichetta: Mercury Nashville - Formati: CD, download digitale, streaming | 8                 | 78                | 53                | 55                |

## Singoli

### Come artista principale
| Anno | Titolo                                                        | Posizione massima | Posizione massima | Posizione massima | Posizione massima | Posizione massima | Posizione massima | Posizione massima | Posizione massima | Posizione massima | Posizione massima | Album                                           |
| Anno | Titolo                                                        | CAN               | AUS               | FRA               | GER               | IRE               | NLD               | NZ                | SWI               | UK                | US                | Album                                           |
| ---- | ------------------------------------------------------------- | ----------------- | ----------------- | ----------------- | ----------------- | ----------------- | ----------------- | ----------------- | ----------------- | ----------------- | ----------------- | ----------------------------------------------- |
| 1993 | What Made You Say That                                        | —                 | —                 | —                 | —                 | —                 | —                 | —                 | —                 | —                 | —                 | Shania Twain                                    |
| 1993 | Dance with the One That Brought You                           | —                 | —                 | —                 | —                 | —                 | —                 | —                 | —                 | —                 | —                 | Shania Twain                                    |
| 1993 | You Lay a Whole Lot of Love on Me                             | —                 | —                 | —                 | —                 | —                 | —                 | —                 | —                 | —                 | —                 | Shania Twain                                    |
| 1995 | Whose Bed Have Your Boots Been Under?                         | —                 | —                 | —                 | —                 | —                 | —                 | —                 | —                 | —                 | 31                | The Woman in Me                                 |
| 1995 | Any Man of Mine                                               | —                 | —                 | —                 | —                 | —                 | —                 | —                 | —                 | 187               | 31                | The Woman in Me                                 |
| 1995 | The Woman in Me (Needs the Man in You)                        | —                 | —                 | —                 | —                 | —                 | —                 | —                 | —                 | —                 | 74                | The Woman in Me                                 |
| 1995 | (If You're Not in It for Love) I'm Outta Here!                | —                 | 5                 | —                 | —                 | —                 | —                 | —                 | —                 | —                 | 74                | The Woman in Me                                 |
| 1996 | You Win My Love                                               | —                 | 67                | —                 | —                 | —                 | —                 | —                 | —                 | —                 | 108               | The Woman in Me                                 |
| 1996 | No One Needs to Know                                          | —                 | —                 | —                 | —                 | —                 | —                 | —                 | —                 | —                 | —                 | The Woman in Me                                 |
| 1996 | Home Ain't Where His Heart Is (Anymore)                       | —                 | —                 | —                 | —                 | —                 | —                 | —                 | —                 | —                 | —                 | The Woman in Me                                 |
| 1996 | God Bless the Child - God Bless the Child (Shania Twain)      | 1                 | —                 | —                 | —                 | —                 | —                 | —                 | —                 | —                 | 75                | The Woman in Me                                 |
| 1997 | Love Gets Me Every Time                                       | 4                 | —                 | —                 | —                 | —                 | —                 | —                 | —                 | —                 | 25                | Come on Over                                    |
| 1997 | Don't Be Stupid (You Know I Love You)                         | 12                | 32                | —                 | —                 | 15                | 19                | 42                | —                 | 5                 | 40                | Come on Over                                    |
| 1998 | You're Still the One                                          | 1                 | 1                 | 51                | 68                | 3                 | 10                | 9                 | 26                | 10                | 2                 | Come on Over                                    |
| 1998 | From This Moment On                                           | 4                 | 2                 | 35                | —                 | —                 | 53                | 7                 | —                 | 9                 | 4                 | Come on Over                                    |
| 1998 | When                                                          | —                 | —                 | —                 | —                 | —                 | —                 | —                 | —                 | 18                | —                 | Come on Over                                    |
| 1998 | Honey, I'm Home                                               | —                 | —                 | —                 | —                 | —                 | —                 | —                 | —                 | —                 | —                 | Come on Over                                    |
| 1998 | That Don't Impress Me Much                                    | 8                 | 2                 | 12                | 8                 | 1                 | 2                 | 1                 | 6                 | 3                 | 7                 | Come on Over                                    |
| 1999 | Man! I Feel like a Woman!                                     | 17                | 4                 | 3                 | 33                | 8                 | 10                | 1                 | 43                | 3                 | 23                | Come on Over                                    |
| 1999 | You've Got a Way                                              | 17                | 28                | —                 | —                 | —                 | —                 | 17                | —                 | —                 | 49                | Come on Over                                    |
| 1999 | Come on Over                                                  | —                 | —                 | —                 | —                 | —                 | —                 | —                 | —                 | —                 | 58                | Come on Over                                    |
| 2000 | Rock This Country!                                            | —                 | —                 | —                 | —                 | —                 | —                 | —                 | —                 | —                 | —                 | Come on Over                                    |
| 2000 | I'm Holdin' On to Love (To Save My Life)                      | —                 | —                 | —                 | —                 | —                 | —                 | —                 | —                 | —                 | 102               | Come on Over                                    |
| 2002 | I'm Gonna Getcha Good!                                        | 1                 | 14                | 15                | 15                | 7                 | 15                | 4                 | 10                | 4                 | 34                | Up!                                             |
| 2003 | Up!                                                           | 2                 | 29                | —                 | 42                | 41                | —                 | 27                | 51                | 21                | 63                | Up!                                             |
| 2003 | Ka-Ching!                                                     | —                 | —                 | 15                | 3                 | 27                | 11                | —                 | 2                 | 8                 | —                 | Up!                                             |
| 2003 | Forever and for Always                                        | 5                 | 45                | —                 | 9                 | 6                 | 44                | 17                | 26                | 6                 | 20                | Up!                                             |
| 2003 | Thank You Baby! (For Makin' Someday Come So Soon)             | —                 | —                 | 72                | 20                | 23                | 48                | —                 | 35                | 11                | —                 | Up!                                             |
| 2003 | She's Not Just a Pretty Face                                  | —                 | —                 | —                 | —                 | —                 | —                 | —                 | —                 | —                 | 56                | Up!                                             |
| 2003 | When You Kiss Me                                              | —                 | 47                | —                 | 30                | 41                | —                 | —                 | 47                | 21                | —                 | Up!                                             |
| 2004 | It Only Hurts When I'm Breathing                              | —                 | —                 | —                 | —                 | —                 | —                 | —                 | —                 | —                 | 71                | Up!                                             |
| 2004 | Party for Two (feat. Billy Currington o Mark McGrath)         | 2                 | —                 | —                 | 7                 | 25                | 44                | —                 | 13                | 10                | 58                | Greatest Hits                                   |
| 2005 | Don't!                                                        | 24                | —                 | —                 | 58                | 48                | —                 | —                 | —                 | 30                | 122               | Greatest Hits                                   |
| 2005 | I Ain't No Quitter                                            | 22                | —                 | —                 | —                 | —                 | —                 | —                 | —                 | —                 | —                 | Greatest Hits                                   |
| 2005 | Shoes                                                         | —                 | —                 | —                 | —                 | —                 | —                 | —                 | —                 | —                 | —                 | Music from and Inspired by Desperate Housewives |
| 2011 | Today Is Your Day                                             | 14                | —                 | —                 | —                 | —                 | —                 | —                 | —                 | —                 | 66                | N.D.                                            |
| 2017 | Life's About to Get Good                                      | 70                | —                 | —                 | —                 | —                 | —                 | —                 | —                 | —                 | —                 | Now                                             |
| 2017 | Swingin' with My Eyes Closed                                  | —                 | —                 | —                 | —                 | —                 | —                 | —                 | —                 | —                 | —                 | Now                                             |
| 2017 | We Got Something They Don't                                   | —                 | —                 | —                 | —                 | —                 | —                 | —                 | —                 | —                 | —                 | Now                                             |
| 2017 | Who's Gonna Be Your Girl                                      | —                 | —                 | —                 | —                 | —                 | —                 | —                 | —                 | —                 | —                 | Now                                             |
| 2020 | Hole in the Bottle (con Kelsea Ballerini)                     | —                 | —                 | —                 | —                 | —                 | —                 | —                 | —                 | —                 | —                 | N.D.                                            |
| 2021 | Forever and Ever, Amen (con Ronan Keating)                    | —                 | —                 | —                 | —                 | —                 | —                 | —                 | —                 | —                 | —                 | Twenty Twenty                                   |
| 2022 | Waking Up Dreaming                                            | —                 | —                 | —                 | —                 | —                 | —                 | —                 | —                 | —                 | —                 | Queen of Me                                     |
| 2023 | Giddy Up!                                                     | —                 | —                 | —                 | —                 | —                 | —                 | —                 | —                 | —                 | —                 | Queen of Me                                     |
| 2024 | White Claw (con Yung Gravy)                                   | —                 | —                 | —                 | —                 | —                 | —                 | —                 | —                 | —                 | —                 | Serving Country                                 |
| 2024 | Da stanotte in poi (From This Moment On) (con Andrea Bocelli) | —                 | —                 | —                 | —                 | —                 | —                 | —                 | —                 | —                 | —                 | Duets (30th Anniversary)                        |

### Come artista ospite
| Anno | Titolo                                    | Classifiche | Classifiche | Classifiche | Album     |
| Anno | Titolo                                    | IRE         | NLD         | UK          | Album     |
| ---- | ----------------------------------------- | ----------- | ----------- | ----------- | --------- |
| 2023 | Unhealthy (Anne-Marie feat. Shania Twain) | 10          | 2           | 18          | Unhealthy |